# Chlorops unisulcatus
Chlorops unisulcatus är en tvåvingeart som beskrevs av Kanmiya 1983. Chlorops unisulcatus ingår i släktet Chlorops och familjen fritflugor. Inga underarter finns listade i Catalogue of Life.